# Palazzo di Elisabetta
Il Palazzo di Elisabetta (in romeno Palatul Elisabeta), è un edificio monumentale,  in stile maur e brâncoveanu, di Bucarest.
Il palazzo è stato progettato nel 1930 dall'architetto Duiliu Marcu e costruito nel 1936 per la principessa Elisabetta, l'ex regina di Grecia e sorella del re Carlo II. Fu in questo palazzo che re Michele I fu costretto ad abdicare il 30 dicembre 1947. 
Funge da residenza per la principessa Margherita, il principe Radu, suo marito, e la sorella, la principessa Maria. Fino alla loro morte hanno vissuto nel palazzo anche Michele I, dopo il suo ritorno in Romania, e la regina Anna.